# Allmendwald und Bettelwald bei Ormesheim
Allmendwald und Bettelwald bei Ormesheim este o arie protejată (arie specială de conservare — SAC, sit de importanță comunitară — SCI, arie de protecție specială avifaunistică — SPA) din Germania întinsă pe o suprafață de 115 ha, integral pe uscat.

## Localizare
Centrul sitului Allmendwald und Bettelwald bei Ormesheim este situat la coordonatele 49°12′38″N 7°09′42″E / 49.2106°N 7.1617°E.

## Înființare
Situl Allmendwald und Bettelwald bei Ormesheim a fost declarat sit de importanță comunitară în octombrie 2000 pentru a proteja 7 specii de animale. Alte tipuri de protecție:
- arie de protecție specială avifaunistică (în octombrie 2000)[3]
- arie specială de conservare (în noiembrie 2015)[2][4][5]

## Biodiversitate
Situată în ecoregiunea continentală, aria protejată conține 2 habitate naturale: Păduri de fag Asperulo-Fagetum, Păduri de stejar sau de stejar și carpen sub-atlantice și medio-europene de Carpinion betuli.
La baza desemnării sitului se află mai multe specii protejate:
- păsări (6): ciocănitoarea de stejar (Dendrocopos medius), șoimul rândunelelor (Falco subbuteo), sfrâncioc roșiatic (Lanius collurio), gaia neagră (Milvus migrans), gaia roșie (Milvus milvus), viespar (Pernis apivorus)
- amfibieni (1): triton cu creastă (Triturus cristatus)

Pe lângă speciile protejate, pe teritoriul sitului au mai fost identificate 3 specii de plante, 2 specii de nevertebrate.